# Dumitru Antonescu
Dumitru Antonescu (Konstanca, 1945. március 25. – 2016. április 25.) válogatott román labdarúgó hátvéd, edző.
Antonescu pályafutása döntő többségét az FC Farul Constanța csapatában töltötte, itt 390 bajnoki mérkőzésen játszott és 12 gólt szerzett a Divizia A-ban. Emellett 26 román kupamérkőzésen 2 gólt lőtt. Pályára lépett a válogatottban is, 13 mérkőzésen játszott, gólt nem szerzett. A román válogatott történetének legnagyobb győzelmekor, a Finnország elleni 9-0 alkalmával is a csapatban volt 1973. október 14-én.

## Pályafutása

### Klubcsapatokban
Gyermekkorát szülővárosában, Konstancán töltötte, nevelőegyesülete is a város egyik csapata az Electrica Constanța volt. 1965-től 1966-ig sorkatonai szolgálatát töltötte Bukarestben, így a Steaua igazolt játékosa lett, de sem bajnoki sem kupamérkőzésen nem lépett pályára a fővárosi csapatnál, a második csapat keretéhez tartozott. A sorkatonai idő letelte után visszament az Electrica csapatához, majd 1967. január 10-én a város első számú csapatához a Farulhoz igazolt. A Farul ekkor az élvonalban játszott. Virgil Mărdărescu edző február 15-én küldte először pályára. Karrierje legnagyobb részében ennél a csapatnál játszott.
Ekkortól kezdve Antonescu stabilan szerepelt a Farul kezdőcsapatában, és a csapat is stabilan szerepelt az élvonalban. Az 1973–74-es bajnokságban egy ponttal maradtak csak le a dobogóról és a nemzetközi kupáról a Steagul roșu Brașov mögött. Innentől viszont gyengült a csapat, és végül az 1977–78-as idény végén ki is estek a másodosztályba. Egy rövid kitérőtől eltekintve továbbra is a csapatnál maradt és 1981-ben vissza is jutottak az élvonalba. Rutinos játékosként továbbra is csapata állandó tagja volt, de amikor 1983-ban a bajnokság utolsó helyén végzett az akkor már FC Constanța néven szereplő csapat és ismét kiesett az élvonalból, befejezte aktív játékos-pályafutását.

### A válogatottban
Belső hátvédként szerepelt a válogatottban, mindössze néhány évig, de azalatt stabilan. Gólt nem szerzett. Először az 1974-es világbajnokság selejtezőin játszott, a második mérkőzéstől a selejtező végéig, csapata azonban nem kvalifikált a világbajnokságra. Angelo Niculescu válogatta be elsőként, de Valentin Stănescu is sokszor számított rá. számos barátságos mérkőzés után az 1976-os Európa-bajnokság selejtezőit is vele kezdte a román válogatott, de az első mérkőzés után már Gabrie Sandu került a védelem tengelyébe, így több válogatott mérkőzése nem volt Antonescunak.

### Edzőként
Ahogy pályafutása döntő részében, úgy későbbi életében is hűséges maradt szülővárosához és a Farul csapatához. Két idényben a csapat vezetőedzőjeként is dolgozott az 1980-as években, és később az utánpótlásnál is segített később, amikor szükség volt rá.

## Sikerei, díjai
FC Farul Constanța
- Divizia B: 1980–81

### Mérkőzései a román válogatottban
| Románia | Románia              | Románia                               | Románia       | Románia  | Románia     | Románia      | Románia | Románia |
| #       | Dátum                | Helyszín                              | Hazai         | Eredmény | Vendég      | Kiírás       | Gólok   | Esemény |
| ------- | -------------------- | ------------------------------------- | ------------- | -------- | ----------- | ------------ | ------- | ------- |
| 1.      | 1972. október 29.    | Bukarest, Augusztus 23. Stadion       | Románia       | 2 – 0    | Albánia     | vb-selejtező | -       |         |
| 2.      | 1973. május 6.       | Tirana, Qemal Stafa Stadion           | Albánia       | 1 – 4    | Románia     | vb-selejtező | -       |         |
| 3.      | 1973. május 27.      | Bukarest, Augusztus 23. Stadion       | Románia       | 1 – 0    | NDK         | vb-selejtező | -       |         |
| 4.      | 1973. szeptember 26. | Lipcse, Zentralstadion                | NDK           | 2 – 0    | Románia     | vb-selejtező | -       |         |
| 5.      | 1973. október 14.    | Bukarest, Augusztus 23. Stadion       | Románia       | 9 – 0    | Finnország  | vb-selejtező | -       |         |
| 6.      | 1974. március 23.    | Párizs, Parc des Princes              | Franciaország | 1 – 0    | Románia     | barátságos   | -       |         |
| 7.      | 1974. április 17.    | São Paulo, Morumbi Stadion            | Brazília      | 2 – 0    | Románia     | barátságos   | -       |         |
| 8.      | 1974. április 22.    | Buenos Aires, Estádio José Amalfitani | Argentína     | 2 – 1    | Románia     | barátságos   | -       |         |
| 9.      | 1974. május 29.      | Bukarest, Augusztus 23. Stadion       | Románia       | 3 – 1    | Görögország | Balkán-kupa  | -       |         |
| 10.     | 1974. június 5.      | Rotterdam, Feijenoord Stadion         | Hollandia     | 0 – 0    | Románia     | barátságos   | -       |         |
| 11.     | 1974. július 23.     | Konstanca, Május 1. Stadion           | Románia       | 4 – 1    | Japán       | barátságos   | -       |         |
| 12.     | 1974. szeptember 25. | Szófia, Levszki stadion               | Bulgária      | 0 – 0    | Románia     | barátságos   | -       |         |
| 13.     | 1974. október 13.    | Koppenhága, Idrætsparken Stadion      | Dánia         | 0 – 0    | Románia     | Eb-selejtező | -       |         |
|         | Összesen             |                                       |               | 13       | mérkőzés    |              | 0       | gól     |